# Gare de Bures-sur-Yvette
La gare de Bures-sur-Yvette est une gare ferroviaire française de la ligne de Sceaux, située à proximité du centre de la commune de Bures-sur-Yvette dans le département de l'Essonne.
Elle dessert plus particulièrement l'ouest du campus d'Orsay de l'université de Paris-Sud et se trouve à proximité immédiate des résidences d'étudiants. Elle est, avec la gare de La Hacquinière, l'une des deux gares de la commune.
C'est une gare de la Régie autonome des transports parisiens (RATP) desservie par les trains de la ligne B du RER.

## Situation ferroviaire
La gare de Bures-sur-Yvette est située au point kilométrique (PK) 22,0 de la ligne de Seaux (ligne B du RER), entre les gares d'Orsay-Ville et de Gif-sur-Yvette.

## Histoire

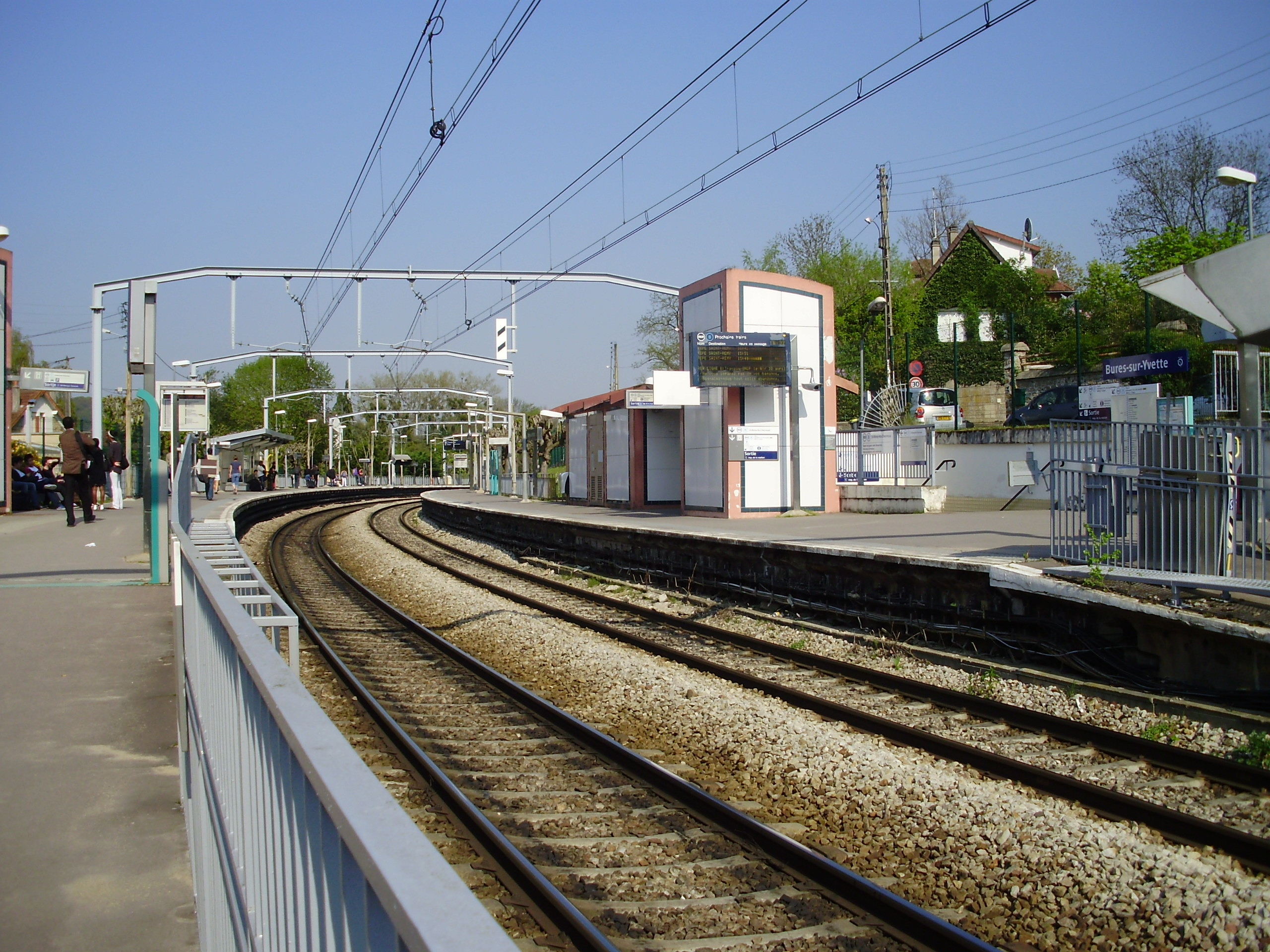
Quais et voies en regardant vers Aéroport CDG 2/Mitry - Claye, depuis l'extrémité ouest de la gare.

Le bâtiment, construit en pierre meulière, date du prolongement de la ligne de Sceaux d'Orsay à Limours.
En 2019, 653 313 voyageurs sont entrés à cette gare, ce qui la place en 62e position des gares de RER exploitées par la RATP pour sa fréquentation.

## Service des voyageurs

### Accueil
La traversée des voies s'effectue par un passage souterrain mis en service le 24 janvier 1977. Il remplace une ancienne traversée en planches.

### Desserte
Bures-sur-Yvette est desservie par les trains de la ligne B du RER.

### Intermodalité
La gare est desservie par les lignes 4, 5 et 20 du réseau de bus Paris-Saclay, par la ligne 5307 du réseau de bus Centre et Sud Yvelines et, la nuit, par la ligne N122 du réseau Noctilien.